# Volta Ciclista a Catalunya 2016
La Volta Ciclista a Catalunya 2016, novantaseiesima edizione della corsa, valida come quinta prova dell'UCI World Tour 2016, si svolge in sette tappe dal 21 al 27 marzo 2016, su un percorso complessivo di 1 219,6 km, con partenza da Calella ed arrivo a Barcellona.
È stata vinta dal corridore colombiano Nairo Quintana, che ha concluso corsa con il tempo complessivo di 30h50'19", alla velocità media di 39,55 km/h. Secondo è arrivato lo spagnolo Alberto Contador che ha concluso con 7" di ritardo. Si è invece piazzato terzo l'irlandese Daniel Martin con 17" di ritardo dal capoclassifica.
Hanno concluso la corsa a tappe 126 corridori su 191 partenti.

## Percorso
Prima tappa di 175,8 chilometri con partenza e arrivo a Calella e già ben cinque GPM. 
Al secondo giorno invece il plotone affronterà le strade della Gerona, con un percorso che potrebbe già sorridere a qualche uomo importante: da Mataró ad Olot sono 178,7 i chilometri con il GPM di Alt de Els Angels e un arrivo in leggera salita.
Nella terza tappa il gruppo riprenderà il cammino da Girona verso La Molina, sono 172,1 km, non moltissimi ma infarciti di difficoltà. Tre GPM disseminati lungo il percorso e arrivo in quota; ci saranno attacchi e selezione. 
Il giorno dopo arriva il temibile Port Ainé. È una delle salite in assoluto più difficili da affrontare, 1650 m è l'altitudine, dopo 172,3 km dalla partenza di Bagà e già tre ascese nelle gambe.
Quinta tappa tranquilla di 187,2 km con partenza da Rialp e arrivo a Valls. 
Anche il giorno successivo a giocarsi la Sant Joan Despí – Vilanova i la Geltrú di ben 197,2 km saranno gli sprinter. 
Chiusura domenica a Barcellona, come usuale per la rassegna catalana, 137,4 km e un percorso cittadino da ripetere otto volte con il promontorio del Montjuïc che ha regalato sorprese ogni volta in cui lo si è affrontato.

## Tappe
| Tappa  | Data     | Percorso                                      | km      | Vincitore di tappa | Leader cl. generale |
| ------ | -------- | --------------------------------------------- | ------- | ------------------ | ------------------- |
| 1ª     | 21 marzo | Calella > Calella                             | 175,8   | Nacer Bouhanni     | Nacer Bouhanni      |
| 2ª     | 22 marzo | Mataró > Olot                                 | 178,7   | Nacer Bouhanni     | Nacer Bouhanni      |
| 3ª     | 23 marzo | Gerona > La Molina                            | 172,1   | Daniel Martin      | Daniel Martin       |
| 4ª     | 24 marzo | Bagà > Port Ainé                              | 172,2   | Thomas De Gendt    | Nairo Quintana      |
| 5ª     | 25 marzo | Rialp > Valls                                 | 187,2   | Wout Poels         | Nairo Quintana      |
| 6ª     | 26 marzo | Sant Joan Despí > Vilanova i la Geltrú        | 197,2   | Davide Cimolai     | Nairo Quintana      |
| 7ª     | 27 marzo | Barcellona (Montjuïc) > Barcellona (Montjuïc) | 136,4   | Aleksej Catevič    | Nairo Quintana      |
| Totale | Totale   | Totale                                        | 1 219,6 |                    |                     |

## Squadre partecipanti
Prendono parte alla competizione 24 squadre: oltre alle 18 formazioni con licenza UCI World Tour, partecipanti di diritto, sono state invitate 6 squadre UCI Professional Continental, Caja Rural-Seguros RGA, CCC Sprandi Polkowice, Cofidis, Roompot Oranje Peloton, VERVA ActiveJet e Wanty-Groupe Gobert.
| N.      | Cod. | Squadra            |
| ------- | ---- | ------------------ |
| 1-8     | BMC  | BMC Racing Team    |
| 11-18   | MOV  | Movistar Team      |
| 21-28   | KAT  | Team Katusha       |
| 31-38   | SKY  | Team Sky           |
| 41-48   | EQS  | Etixx-Quick Step   |
| 51-58   | AST  | Astana Pro Team    |
| 61-68   | TNK  | Tinkoff            |
| 71-78   | OGE  | Orica-GreenEDGE    |
| 81-88   | LTS  | Lotto-Soudal       |
| 91-98   | TGA  | Team Giant-Alpecin |
| 101-108 | ALM  | AG2R La Mondiale   |
| 111-118 | LAM  | Lampre-Merida      |

| N.      | Cod. | Squadra                          |
| ------- | ---- | -------------------------------- |
| 121-128 | TFS  | Trek-Segafredo                   |
| 131-138 | TLJ  | Team Lotto NL-Jumbo              |
| 141-148 | FDJ  | FDJ                              |
| 151-158 | CPT  | Cannondale Pro Cycling Team      |
| 161-168 | IAM  | IAM Cycling                      |
| 171-178 | DDD  | Team Dimension Data              |
| 181-188 | CJR  | Caja Rural-Seguros RGA           |
| 191-198 | COF  | Cofidis, Solutions Crédits       |
| 201-208 | CCC  | CCC Sprandi Polkowice            |
| 211-218 | ROP  | Roompot Oranje Peloton           |
| 221-228 | VAT  | Verva ActiveJet Pro Cycling Team |
| 231-238 | WGG  | Wanty-Groupe Gobert              |

## Dettagli delle tappe

### 1ª tappa
- 21 marzo: Calella > Calella – 175,8 km

Risultati
| Pos. | Corridore      | Squadra | Tempo    |
| ---- | -------------- | ------- | -------- |
| 1    | Nacer Bouhanni | Cofidis | 4h28'51" |
| 2    | Ben Swift      | Sky     | s.t.     |
| 3    | Daryl Impey    | Orica   | s.t.     |

| Pos. | Corridore      | Squadra | Tempo    |
| ---- | -------------- | ------- | -------- |
| 1    | Nacer Bouhanni | Cofidis | 4h28'41" |
| 2    | Ben Swift      | Sky     | a 4"     |
| 3    | Daryl Impey    | Orica   | a 6"     |

### 2ª tappa
- 22 marzo: Mataró > Olot – 178,7 km

Risultati
| Pos. | Corridore        | Squadra | Tempo    |
| ---- | ---------------- | ------- | -------- |
| 1    | Nacer Bouhanni   | Cofidis | 4h39'10" |
| 2    | Gianni Meersman  | Etixx   | s.t.     |
| 3    | Philippe Gilbert | BMC     | s.t.     |

| Pos. | Corridore       | Squadra      | Tempo    |
| ---- | --------------- | ------------ | -------- |
| 1    | Nacer Bouhanni  | Cofidis      | 9h07'41" |
| 2    | Ben Swift       | Sky          | a 14"    |
| 3    | Thomas De Gendt | Lotto-Soudal | s.t.     |

### 3ª tappa
- 23 marzo: Gerona > La Molina – 172,1 km

Risultati
| Pos. | Corridore        | Squadra | Tempo    |
| ---- | ---------------- | ------- | -------- |
| 1    | Daniel Martin    | Etixx   | 5h00'27" |
| 2    | Alberto Contador | Tinkoff | a 2"     |
| 3    | Romain Bardet    | AG2R    | s.t.     |

| Pos. | Corridore        | Squadra | Tempo     |
| ---- | ---------------- | ------- | --------- |
| 1    | Daniel Martin    | Etixx   | 14h08'18" |
| 2    | Alberto Contador | Tinkoff | a 6"      |
| 3    | Romain Bardet    | AG2R    | a 8"      |

### 4ª tappa
- 24 marzo: Bagà > Port Ainé – 172,2 km

Risultati
| Pos. | Corridore       | Squadra      | Tempo    |
| ---- | --------------- | ------------ | -------- |
| 1    | Thomas De Gendt | Lotto-Soudal | 4h52'04" |
| 2    | Nairo Quintana  | Movistar     | a 1'08"  |
| 3    | Richie Porte    | BMC          | a 1'23"  |

| Pos. | Corridore        | Squadra  | Tempo     |
| ---- | ---------------- | -------- | --------- |
| 1    | Nairo Quintana   | Movistar | 19h01'43" |
| 2    | Alberto Contador | Tinkoff  | a 8"      |
| 3    | Richie Porte     | BMC      | a 17"     |

### 5ª tappa
- 25 marzo: Rialp > Valls – 187,2 km

Risultati
| Pos. | Corridore     | Squadra | Tempo    |
| ---- | ------------- | ------- | -------- |
| 1    | Wout Poels    | Sky     | 3h59'03" |
| 2    | Dario Cataldo | Astana  | a 11"    |
| 3    | Gaetan Bille  | Wanty   | s.t.     |

| Pos. | Corridore        | Squadra  | Tempo     |
| ---- | ---------------- | -------- | --------- |
| 1    | Nairo Quintana   | Movistar | 23h01'19" |
| 2    | Alberto Contador | Tinkoff  | a 7"      |
| 3    | Richie Porte     | BMC      | a 17"     |

### 6ª tappa
- 26 marzo: Sant Joan Despí > Vilanova i la Geltrú – 197,2 km

Risultati
| Pos. | Corridore          | Squadra      | Tempo   |
| ---- | ------------------ | ------------ | ------- |
| 1    | Davide Cimolai     | Lampre       | 4'35"13 |
| 2    | Nikias Arndt       | Giant        | s.t.    |
| 3    | Tosh Van Der Sande | Lotto-Soudal | s.t.    |

| Pos. | Corridore        | Squadra  | Tempo     |
| ---- | ---------------- | -------- | --------- |
| 1    | Nairo Quintana   | Movistar | 27h36'32" |
| 2    | Alberto Contador | Tinkoff  | a 7"      |
| 3    | Richie Porte     | BMC      | a 17"     |

### 7ª tappa
- 27 marzo: Barcellona (Montjuïc) > Barcellona (Montjuïc) – 136,4 km

Risultati
| Pos. | Corridore         | Squadra  | Tempo    |
| ---- | ----------------- | -------- | -------- |
| 1    | Aleksej Catevič   | Katusha  | 3h13'33" |
| 2    | Primož Roglič     | Lotto NL | s.t.     |
| 3    | Jarlinson Pantano | IAM      | a 14"    |

| Pos. | Corridore        | Squadra  | Tempo     |
| ---- | ---------------- | -------- | --------- |
| 1    | Nairo Quintana   | Movistar | 27h36'32" |
| 2    | Alberto Contador | Tinkoff  | a 7"      |
| 3    | Daniel Martin    | Etixx    | a 17"     |

## Evoluzione delle classifiche
| Tappa              | Vincitore          | Classifica generale Maglia bianco-verde | Classifica scalatori Maglia rossa | Classifica sprint intermedi Maglia bianca | Classifica giovani | Classifica a squadre |
| ------------------ | ------------------ | --------------------------------------- | --------------------------------- | ----------------------------------------- | ------------------ | -------------------- |
| 1ª                 | Nacer Bouhanni     | Nacer Bouhanni                          | Cameron Meyer                     | Louis Vervaeke                            | Louis Vervaeke     | Team Giant-Alpecin   |
| 2ª                 | Nacer Bouhanni     | Nacer Bouhanni                          | Boris Dron                        | Thomas De Gendt                           | Louis Vervaeke     | Team Sky             |
| 3ª                 | Daniel Martin      | Daniel Martin                           | Boris Dron                        | Koen Bouwman                              | Davide Formolo     | BMC Racing Team      |
| 4ª                 | Thomas De Gendt    | Nairo Quintana                          | Thomas De Gendt                   | Thomas De Gendt                           | Hugh Carthy        | BMC Racing Team      |
| 5ª                 | Wout Poels         | Nairo Quintana                          | Thomas De Gendt                   | Thomas De Gendt                           | Hugh Carthy        | BMC Racing Team      |
| 6ª                 | Davide Cimolai     | Nairo Quintana                          | Thomas De Gendt                   | Thomas De Gendt                           | Hugh Carthy        | BMC Racing Team      |
| 7ª                 | Aleksej Catevič    | Nairo Quintana                          | Thomas De Gendt                   | Thomas De Gendt                           | Hugh Carthy        | BMC Racing Team      |
| Classifiche finali | Classifiche finali | Nairo Quintana                          | Thomas De Gendt                   | Thomas De Gendt                           | Hugh Carthy        | BMC Racing Team      |

Maglie indossate da altri ciclisti in caso di due o più maglie vinte
- Dalla 5ª alla 7ª tappa Koen Bouwman ha indossato la maglia bianca al posto di Thomas De Gendt.

## Classifiche finali

### Classifica generale - Maglia bianco-verde
| Pos. | Corridore          | Squadra    | Tempo     |
| ---- | ------------------ | ---------- | --------- |
| 1    | Nairo Quintana     | Movistar   | 30h50'19" |
| 2    | Alberto Contador   | Tinkoff    | a 7"      |
| 3    | Daniel Martin      | Etixx      | a 17"     |
| 4    | Richie Porte       | BMC        | s.t.      |
| 5    | Tejay van Garderen | BMC        | a 27"     |
| 6    | Romain Bardet      | AG2R       | a 31"     |
| 7    | Il'nur Zakarin     | Katusha    | a 42"     |
| 8    | Chris Froome       | Sky        | a 46"     |
| 9    | Hugh Carthy        | Caja Rural | a 1'01"   |
| 10   | Rigoberto Urán     | Cannondale | a 1'16"   |

### Classifica della montagna - Maglia rossa
| Pos. | Corridore        | Squadra      | Punti |
| ---- | ---------------- | ------------ | ----- |
| 1    | Thomas De Gendt  | Lotto-Soudal | 117   |
| 2    | Boris Dron       | Wanty        | 97    |
| 3    | Pieter Weening   | Roompot      | 66    |
| 4    | Alberto Contador | Tinkoff      | 56    |
| 5    | Nairo Quintana   | Movistar     | 53    |

### Classifica sprint intermedi - Maglia bianca
| Pos. | Corridore         | Squadra      | Punti |
| ---- | ----------------- | ------------ | ----- |
| 1    | Thomas De Gendt   | Lotto-Soudal | 15    |
| 2    | Koen Bowman       | Lotto NL     | 9     |
| 3    | Daniel Martin     | Etixx        | 7     |
| 4    | Aleksej Catevič   | Katusha      | 4     |
| 5    | Bert-Jan Lindeman | Lotto NL     | 3     |

### Classifica giovani
| Pos. | Corridore      | Squadra      | Tempo     |
| ---- | -------------- | ------------ | --------- |
| 1    | Hugh Carthy    | Caja Rural   | 30h51'20" |
| 2    | Davide Formolo | Cannondale   | a 44"     |
| 3    | Louis Vervaeke | Lotto-Soudal | a 1'11"   |
| 4    | Merhawi Kudus  | Dimension    | a 1'22"   |
| 5    | Warren Barguil | Giant        | a 1'45"   |

### Classifica a squadre
| Pos. | Squadra                     | Tempo     |
| ---- | --------------------------- | --------- |
| 1    | BMC Racing Team             | 92h34'46" |
| 2    | Cannondale Pro Cycling Team | a 1'08"   |
| 3    | Team Katusha                | a 4'22"   |
| 4    | AG2R La Mondiale            | a 5'50"   |
| 5    | Caja Rural-Seguros RGA      | a 6'40"   |